# Hans Donner
Hans Jurgen Josef Donner (Wuppertal, 31 de julho de 1948) é um designer teuto-brasileiro de cidadania austríaca. Seu trabalho mais conhecido foi a criação do logotipo da Rede Globo, no Brasil.

## Carreira
Hans Donner nasceu na Alemanha e cresceu na Áustria. Entre 1965 e 1970 estudou design gráfico em Viena, tendo trabalhado em estúdios na capital austríaca e na Suíça. Em 1975, mudou-se para o Brasil com o seu primeiro trabalho aqui, que foi a criação da nova marca da Rede Globo. A partir daí, formou o Departamento de Videografia, que cuida de toda a programação visual da empresa e de todos os seus produtos: novelas, linha de shows, jornalismo, programas infantis, esporte, humor e outros. Donner teve seus trabalhos de videografia expostos em Paris, Roma, Milão, Londres, Edimburgo, Tóquio, Pequim, Moscou, Nova Iorque, São Paulo e Rio de Janeiro. Após carreira na TV Globo, passou a ter um escritório de arquitetura.
Em 2021, após trabalhar 40 anos na Rede Globo, Hans estreou como arquiteto imobiliário na Séren Incorporadora.

## Rede Globo
Donner foi o responsável pelas vinhetas e peças de abertura da Globo e de muitos dos programas da emissora. Exemplos de seu trabalho são as aberturas dos programas Sessão da Tarde, Plantão da Globo, Planeta dos Homens, Os Trapalhões, Viva o Gordo, Xou da Xuxa,TV Colosso, Domingão do Faustão, Vídeo Show, Angel Mix, Globeleza, Chico City, Estados Anysios de Chico City, Chico Anysio Show, Chico Total, Criança Esperança, TV Xuxa, Sítio do Picapau Amarelo, TV Pirata, Doris para Maiores, Zorra Total, Jornal Nacional, Jornal Hoje, Fantástico, Clip Clip, Show da Virada, Sai de Baixo, Minha Nada Mole Vida e Xuxa Park. O designer também foi responsável por algumas das vinhetas da RBS TV e abertura de telenovelas, como Locomotivas, Ti Ti Ti, Deus Nos Acuda, Tieta, Rainha da Sucata, Meu Bem, Meu Mal, O Dono do Mundo, Salomé, Selva de Pedra, Anjo Mau, Mulheres de Areia, Roque Santeiro, Vale Tudo, Meu Bem Querer, A Favorita, Caras & Bocas, entre muitas outras; e também pelo design dos cenários dos programas jornalísticos da emissora até 1999. Hans ficou na emissora até março de 2016, quando foi afastado pela emissora após 40 anos de serviços.                                                                                                                                                                                                         
Hans Donner é criador de vários objetos como móveis e relógios, como o Onne Watch, antigo Time Dimension, que passou a ser um gadget disponível para computadores da Microsoft e para o iPhone da Apple Inc.

## Vida pessoal
Foi casado com a modelo Valéria Valenssa, com quem tem dois filhos: João Henrique e José Gabriel. Hans conheceu Valenssa em 1990, durante um concurso de beleza e nas gravações das vinhetas de carnaval da Globo. Os dois se divorciaram em 2019. Já foi casado, por 6 anos, com a atriz e garota do Fantástico, Isadora Ribeiro.